# Гумрак (Волгоград)
Гумра́к — микрорайон в Дзержинском районе Волгограда.

## История
Не было сохранено архивов, когда была создана станция Гумрак, предположительно она была образована 1 июля 1878 году как станция Гумрак Грязе-Царицынской железной дороги.
24 января 1943 года Гумрак был освобождён частями 51-й гвардейской и 173-й стрелковых дивизий 21-й армии Донского фронта.
Импульс развития в крупное поселение получил в 1952 году при строительстве воздушных ворот Волгограда — аэропорта Гумрак. Получил статус рабочего поселка в 1959 году. В 2010 году при расширении административных границ Волгограда включен в Дзержинский район Волгограда, хотя физически отделен от городской застройки полями протяженностью в несколько километров.

## Станция Гумрак
26 июля была масштабно реконструирована станция Гумрак, которая имеет большое значение для экономики России. Является частью международного транспортного коридора «Север-Юг». Станция Гумрак имеет стратегический статус в сфере грузоперевозок. В ходе реконструкции проложены 10 километров новых путей, построены новый тоннель и платформы. Пропускная способность увеличилась почти вдвое: станция сможет обслуживать дополнительно более 50 грузовых составов в сутки.